# Caturus
Caturus es un género extinto de peces de la familia Caturidae. Los fósiles de este género datan de entre 200 y 109 millones de años.

## Especies
- Caturus agassizi
- Caturus chaperi
- Caturus chirotes
- Caturus dartoni
- Caturus ferox
- Caturus furcatus
- Caturus heterurus
- Caturus insignis
- Caturus latipennis
- Caturus porteri
- Caturus retrodorsalis
- Caturus stenospondylus
- Caturus stenoura
- Caturus velifer

## Distribución
Este género estuvo presente en el Cretácico de Alemania, Japón, España, Túnez, Reino Unido, desde el Jurásico al Cretácico de Francia y el Pérmico de China.